# نوبوتاكا تاناكا
نوبوتاكا تاناكا (باليابانية: 田中 信孝) (مواليد 10 يونيو 1971)، هو لاعب كرة قدم ياباني سابق كان يلعب كمدافع.

## وصلات خارجية
- نوبوتاكا تاناكا على موقع رابطة كرة القدم اليابانية للمحترفين (اليابانية)
- نوبوتاكا تاناكا على موقع عالم كرة القدم.نت (الإنجليزية)